# Federico Mayor
Federico Mayor Zaragoza (n. 27 ianuarie 1934, Barcelona, Catalonia, Spania – d. 19 decembrie 2024, Madrid, Spania) a fost un biochimist spaniol, membru de onoare al Academiei Române (din 1992) și al Academiei de Științe a Moldovei.
Din 2005, a fost co-președinte al Grupului de Înalt Nivel al organizației Alianța Civilizațiilor, fondată în urma unei hotărâri a ONU.